# 古斯塔夫·施特雷澤曼
古斯塔夫·施特雷泽曼（德語：Gustav Stresemann，德語發音：[ˈɡʊstaf ˈʃtʁeːzəˌman] ⓘ；1878年5月10日—1929年10月3日），德国魏玛共和国总理（1923年）和外交部长（1923，1924—1929）。第一次世界大战后使德国恢复国际地位的主要人物。他最引人注目的成就是德国和法国之间的和解，因其主张和解和谈判的政策，与法国外交部长白里安于1926年同获诺贝尔和平奖。在政治不稳定和脆弱、短暂的政府时期，他被普遍认为是魏玛共和国存在的大部分时间里最有影响力的内阁成员。

## 早年
施特雷泽曼生于柏林，出身小商人家庭，其家庭釀造啤酒並經營旅店，他的父亲是一名啤酒装瓶商和分销商，在家里开了一家小酒吧。这个家庭属于较低的中产阶级，但对邻居来说相对富裕，而且有足够的资金为古斯塔夫提供高质量的教育。施特雷泽曼是一个优秀的学生，尤其擅长德语文学和诗歌。他先在柏林大学和莱比锡大学学习哲学和文学，后转学经济，並獲得經濟學博士學位。学生时代担任学生团体的发言人。在他离开学校时写的一篇文章中，他指出，他本可以很高兴地成为一名教师，但他只具备教授语言或自然科学的资格，而自然科学并非他的主要兴趣领域。因此，1897年，他进入柏林大学学习政治经济学。通过这门课程的学习，施特雷泽曼接触到了他那个时代的主要意识形态论点，特别是德国关于社会主义的辩论。在他早期的著作中，他提出了将自由主义与尖锐的民族主义相结合的观点，这种结合将在他的余生中占据主导地位。1898年，施特雷泽曼离开柏林大学，转到莱比锡大学攻读博士学位。1901年1月，他完成了学业，提交了一篇关于柏林瓶装啤酒产业的论文，该论文获得了较高的分数。

## 生平
施特雷泽曼大学毕业后在商业团体工作，任德国巧克力制造商协会管理人员。1902年，他参与成立薩克森製造商协会，任法律代表，他擅长组织活动和谈判，在经济界暂露头角。翌年与凯特·克勒费尔德（Käte Kleefeld (1885–1970)）结婚。1903年加入国家自由党，他主张实施社会福利，因此常与党内右翼发生冲突。1906年，当选德累斯顿市议会议员，同时编辑《萨克森工业》杂志，以经济问题作家和市政专家闻名，在萨克森的作为国家自由党的有力的政治家展现出头角。1907年选入帝国议会为议员。他竭力维护商业中产阶级的利益，因主张加强社会福利立法，而与党内右翼代表发生矛盾，1912年被排挤出党的执行委员会。同年失去议员席位，去美国考察经济。他参加德国殖民联盟，拥护建设强大海军计划，支持德国政策的帝国主义目标，热烈欢迎第一次世界大战爆发。1914年在特别选举中获胜，再次进入帝国议会。虽然政治的立场属于自由主义保守，但是对德国帝国的扩张政策持支持的态度，也赞成无限制潜水艇作战。
战争期间，施特雷泽曼大力宣扬泛日耳曼主义，捍卫德国在东面对波兰和俄国、在西面对法国和比利时的广泛领土要求。1916年后成为最高司令部保罗·冯·兴登堡元帅和埃里希·鲁登道夫将军的喉舌，赞成无限制发挥潜艇攻势。1917年他领导倒阁行动，迫使贝特曼·霍尔韦格总理下台；同年国家自由党领袖巴塞尔亡故，他很快當选该党主席。1918年德国十一月革命爆发，德国战败，君主制垮台，这对他是一个意外的打击，但是他很快就适应了共和国的现实，但德国民主党、中央党拒绝他的加入，他与国家自由党右翼组织开明的德意志人民党，一反过去的保皇立场，而与共和国合作。人民党信奉市场经济和对德国社会民主党保持批判态度，魏瑪共和国没有否定该党派的建立。1919年—1920年的制宪会议，他是代表之一。他虽然反对德国新宪法，反对《凡尔赛条约》，但1923年8月与社会民主党、财主保守派、中間派等组成“大联合”政府时，古斯塔夫·施特雷泽曼出任总理。同年11月政府垮台，改任外交部长。他对魏玛共和国的命运施加了决定性影响，成为欧洲的政治家。当时，法国与比利时强索赔款，派兵占领鲁尔。消极抵抗的政策加速了通货膨胀，使财政濒临崩溃。他当总理后的第一个决定就是放弃消极抵抗政策。针对通货膨胀问题，实施缩小货币面值单位成功地阻止了通货膨胀的发展趋势。在内政上他严酷对待共产党的活动，而对极右派的企图，如1923年11月9日希特勒发动的政变，则表现宽大的态度。在当时国内的政治危机中施特雷泽曼稳定货币才恢复秩序，复苏经济。
由于外界认为施特雷泽曼是慕尼黑啤酒馆政变的主谋，他遂在3个月后辞去了总理的职务，不过，此后他仍在新的三届联合政府中继续担任外交部长。他的方针是与西方强国，特别是法国和解，力求降低赔款和坚持法军撤出莱茵河以西地区，使德国获得平等权利，恢复战前在欧洲各国中的地位。他利用英法和英苏的紧张关系，努力通过谈判来达到目的。1924年签订由美国提出的《道威斯计划》，以减少赔款，稳定德国财政。
1925年，施特雷泽曼代表德国与英国、法国、比利时和意大利签订《洛迦诺公约》，约定互相不侵犯，包括接受新的法德边界，协议仲裁与其他国家的争端，准许德国加入国际联盟。他因签订此公約而與法國外長阿里斯蒂德·白里安在1926年同獲諾貝爾和平獎。又与苏联订立互守中立的《柏林条约》。1928年德国在推動以和平手段解決國際爭端的《非戰公約》上签字。1929年由美国提出进一步减少赔款的楊格计划。他在生命垂危时仍参加谈判。

## 德国总理
在所谓的“危机之年”1923年8月13日，施特雷泽曼被任命为联合政府的总理和外交部长。
1923年9月26日(或27日)，施特雷泽曼宣布，法国和比利时对占领鲁尔的反抗已经结束，与此同时，弗里德里希·艾伯特总统发布的第48条（魏玛宪法）紧急公告也持续到1924年2月。施特雷泽曼确信，接受共和国并与盟国就赔款问题达成谅解，是德国获得重建其遭受重创的经济所需的喘息空间的唯一途径。1923年7月23日他在给王储的信中写道:“德国政治最重要的目标是把德国领土从法国和比利时的占领中解放出来。首先，我们必须把勒颈器从我们的喉咙里拿出来。
魏玛共和国的恶性通货膨胀在1923年11月达到顶峰。由于德国无法再支付罢工工人的工资，印出来的钞票越来越多，最终导致了恶性通货膨胀。施特雷泽曼引入了一种新的货币——地产抵押马克，以结束恶性通货膨胀。他还说服法国人从鲁尔撤军，以换取恢复赔偿的承诺。这是他更大的“实现”战略的一部分。他开始相信，尽管《凡尔赛条约》非常苛刻，但除非德国做出真诚的努力来履行其条款，否则德国永远不会从其条款中获得解脱。在他看来，这将使盟国相信赔款法案确实超出了德国的能力。他的付出得到了回报，盟军开始考虑改变赔款计划。
1923年11月初，社会民主党退出了他改组后的政府。1923年11月23日，施特雷泽曼和他的内阁辞职。

## 外交部长
施特雷泽曼连续8届担任外交部长，作为外交部长，斯特莱斯曼取得了许多成就。他的第一个显著成就是1924年的道威斯计划，该计划降低了德国的总体赔款承诺，并重组了德意志帝国银行。
在奥斯丁·张伯伦爵士成为英国外交大臣后，他希望英国向法国和比利时提供担保，因为由于美国拒绝批准《凡尔赛条约》，英美的担保已经失效。施特雷泽曼后来写道:“张伯伦从来都不是我们的朋友。他的第一个行动是试图通过英国、法国和比利时组成的三权联盟来恢复旧的协约国关系，这三个国家都是针对德国的。德国外交面临着灾难性的局面。
施特雷泽曼保证不会再入侵比利时和法国，同时英国也保证如果法国袭击德国，他们将会来帮助德国。就像施特雷泽曼在写给王储的信中所写的那样，德国当时没有攻击的立场:“放弃与法国的军事冲突只具有理论意义，因为不可能与法国开战”。

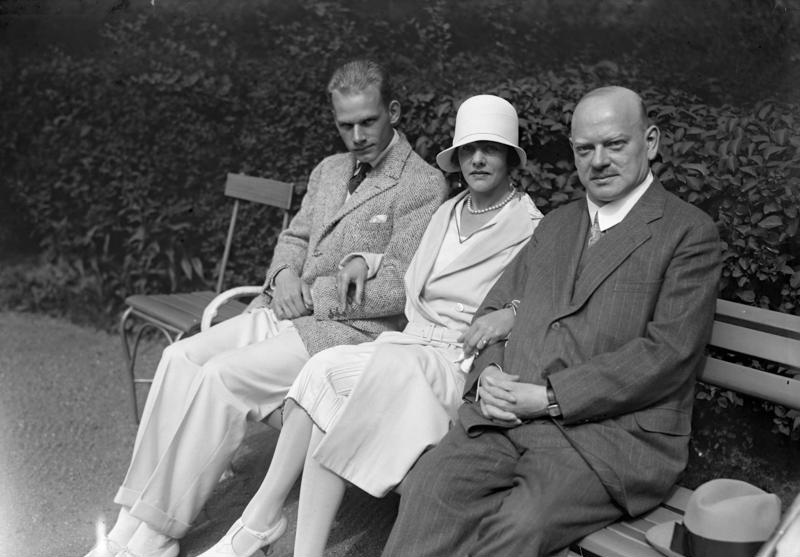
1929年9月，施特雷泽曼和家人

施特雷泽曼与英国、法国、意大利和比利时谈判并签署了罗加诺公约。在谈判的第三天，施特雷泽曼解释了德国对法国外交大臣阿里斯蒂德·白里安的要求。正如他记录的那样，白里安听到我的解释时，差点从沙发上摔下来。施特雷泽曼说，只有德国不应该为和平做出牺牲，欧洲国家应该将殖民地割让给德国，裁军审议委员会应离开德国，英法对莱茵兰的占领应该结束，英国和法国应该像德国那样解除武装。条约于1925年10月在罗加诺签署。德国首次正式承认了第一次世界大战后的西部边境，并保证与法国实现和平，并承诺加入国际联盟，并从莱茵兰撤出最后一批盟军占领军。此外，他从来没有排除使用武力收复前德意志帝国的东部领土，这些领土由于《凡尔赛条约》而受到波兰的控制。
1926年4月签署的《柏林条约》重申并加强了1922年的《拉巴洛条约》。1926年9月，德国被国际联盟接纳为安理会常任理事国。这表明德国正在迅速成为一个正常国家，并向苏联保证德国在《柏林条约》中的诚意。
德国于1928年8月签署了《非战公约》。它宣布放弃使用暴力来解决国际冲突。尽管施特雷泽曼没有提出这个协议，但是德国的坚持让很多人相信魏玛德国是一个可以被说服的德国。这种新见解对1929年2月的杨格计划起了推动作用，该计划导致德国赔款的减少。
然而从任何意义上讲，施特雷泽曼都不支持法国。他最关心的是如何使德国摆脱凡尔赛条约强加给英国和法国的赔款负担。他的战略是与美国结成经济联盟。美国是德国食品和原材料的主要来源地，也是德国最大的制成品出口市场之一。因此，德国的经济复苏符合美国的利益他还鼓励美国帮助德国摆脱赔偿负担。施特雷泽曼与赫伯特·胡佛（1921年至1928年担任美国商务部部长，后担任美国总统）关系密切。这一策略非常有效，直到施特雷泽曼死后的大萧条使其脱轨。
在外交部任职期间，施特雷泽曼越来越多地接受了他最初拒绝的共和国。到了20世纪20年代中期，对虚弱的民主秩序的巩固做出了很大的贡献，他被认为是一个言过其实的共和党人(Vernunftrepublikaner)——一个承认共和国是所有罪恶中最微不足道的一个，但内心仍然忠于君主制的人。保守的反对派批评他支持共和国，也很乐意满足西方列强的要求。与马蒂亚斯·埃茨贝格尔和其他人一样，他被攻击为“履行政治家(Erfüllungspolitiker) ”。事实上，他所在的人民党的一些较为保守的成员从未真正信任过他。
1925年，当施特雷泽曼第一次提议与法国达成协议时，他明确表示，在这样做的时候，他打算“获得自由，以确保东部边境的和平改变”。同年，当波兰陷入政治和经济危机时，他开始了一场针对波兰的贸易战。他希望波兰危机升级，这将使德国重新获得在第一次世界大战后割让给波兰的领土，他希望德国能在波兰获得更大的市场。因此，他拒绝参与任何可能“过早”使波兰经济恢复稳定的国际合作。施特雷泽曼希望吞并波兰在大波兰的领土，接管整个东西里西亚和中西里西亚的部分地区以及整个波兰走廊。除了发动对波兰的贸易战，施特雷泽曼还资助了广泛的宣传工作，并密谋与苏联合作打击波兰的国家地位。

## 逝世

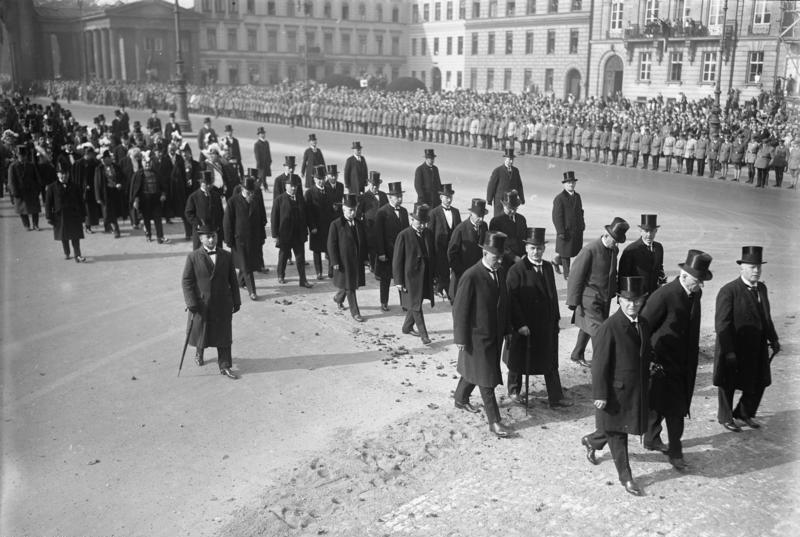
施特雷泽曼的葬礼

施特雷泽曼1929年10月3日死于中风，享年51岁。他的墓地位于柏林克鲁格斯特恩的路易森施塔特公墓。
施特雷泽曼的早逝，以及1932年法国总统阿里斯蒂德·白里安的死亡，以及1934年白里安的继任者路易·巴尔杜的暗杀，留下了欧洲政治家的空位。

## 评论
对于施特雷泽曼的评价，意见不一。共产党人把他看作垄断资本主义的代表，希特勒的先驱。有一位晚近的传记作家则认为他是个“务实的保守派”，以纵横捭阖手腕，恢复了德国的经济政治实力。
古斯塔夫·斯特雷瑟曼的成功在很大程度上归功于他友好的个性和务实的精神。他与许多有影响力的外国人是亲密的私人朋友。最著名的是白里安和他一起分享和平奖。